# Junior Obagbemiro
Elijah Obagbemiro Junior dit Junior Obagbemiro (né le 26 juin 1985 à Sokoto) est un footballeur nigérian, évoluant au poste d'attaquant, qui joue dans le club indien de Salgaocar SC. 
Il a été co-meilleur buteur du championnat népalais en 2005-2006 (27 buts) et meilleur buteur du championnat bangladais en 2007 (16 buts).